# Hangyák a gatyában 2.
A Hangyák a gatyában 2. (eredeti cím: Knallharte Jungs) 2002-ben bemutatott német romantikus filmvígjáték, amelyet Marc Rothemund rendezett Granz Henman és Alberto Moravia forgatókönyve alapján. A főszerepben Tobias Schenke, Axel Stein és Diana Amft látható. A film a 2000-ben megjelent Hangyák a gatyában című film folytatása.
A filmet Magyarországon 2002. október 24-jén mutatták be a mozikban. 

## Rövid történet
Egy német gimnazista fiú elkezd a nemiszervével beszélgetni, azonban a tanácsai folyton bajba sodorja őt. 

## Szereplők
- Tobias Schenke: Florian "Flo" Thomas
- Axel Stein: Rudolf "Red Bull" / Wanda
- Diana Amft: Maja Paradis
- Rebecca Mosselman: Silke
- Carmen-Maja Antoni: Majas Großmutter
- Nicky Kantor: Schumi
- Tom Lass: Dirk
- Petra Zieser: Frau Paradis
- Axel Milberg: Herr Paradis
- Ana Nova: Szexi ápolónő
- Vivian Kanner: ismeretlen hang
- Alexa Sommer: Tante Eva
- Michael Herbig: Chirurg
- Christine Neubauer: Regina Deutsch szexterapeuta

## Érdekességek
- Red Bull folyamatosan próbálja megnézni a "Wanda treibt's mit Wuppertal" című pornófilmet, de mindig megzakarja valaki. Később a filmben lánynak öltözik, és felveszi a Wanda nevet.

- Valahányszor valaki becsenget Red Bullhoz, elfelejti eltenni a testápolót, amit maszturbáláshoz akar használni. Mindig a háta mögé rejti, vagy azt mondja, hogy száraz a keze.

- Red Bull terve valóban az volt, hogy csak Florian miatt épüljön be a lányok közé. De rájön, hogy sokkal több személyes hasznot húzhat belőle. "Wanda" a végén még barátnőt is segít neki szerezni.

- Nina Eichinger, Bernd Eichinger producer lánya mellékszerepet kapott a filmben.

## Kritika
"Primitív bohóckodás, szex- és fekáliakomédia, amely a legelcsépeltebb nemi szerepek kliséit erősíti; ami a legobszcénebb, az a rendező és a producer kiszámítható hozzáállása, akik a gyors nevetés érdekében minden kézzelfogható szexista baromsághoz folyamodnak."

## Fordítás
- Ez a szócikk részben vagy egészben  a   Knallharte Jungs című német Wikipédia-szócikk fordításán alapul.  Az eredeti cikk szerkesztőit annak laptörténete sorolja fel. Ez a jelzés csupán a megfogalmazás eredetét és a szerzői jogokat jelzi, nem szolgál a cikkben szereplő információk forrásmegjelöléseként.